# Maria Zielińska (projektantka)
Maria Zielińska (ur. 1934, zm. w czerwcu 2021) – polska projektantka, artystka działająca w przestrzeni tkaniny unikatowej, wykładowczyni akademicka.

## Życiorys
Ukończyła studia w Państwowej Wyższej Szkole Sztuk Plastycznych, w 1990 r. otrzymała tytuł profesora sztuk plastycznych.
Została pracownikiem naukowym w Instytucie Inżynierii Materiałów Włókienniczych, na  Wydziale Artystycznym Akademii Humanistyczno-Ekonomicznej w Łodzi, oraz w Katedrze Druku na Tkaninie na Wydziale Tkaniny i Ubioru Akademii Sztuk Pięknych im. Władysława Strzemińskiego w Łodzi.